# Казахстанский электролизный завод

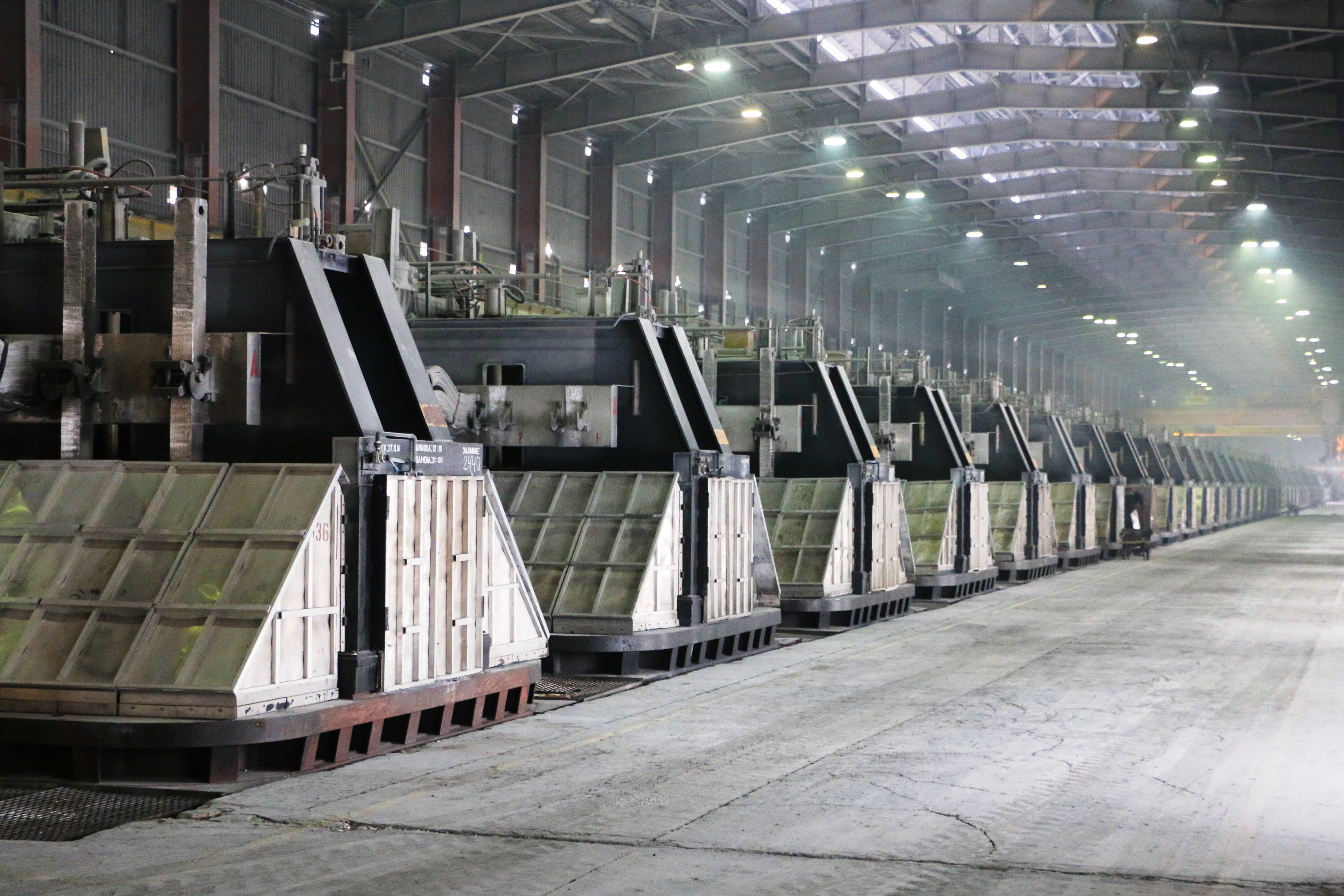
Kazakhstan Aluminium Smelter

АО «Казахста́нский электро́лизный заво́д» (КЭЗ) — казахстанская алюминиевая компания. Единственный производитель алюминия в Казахстане, расположен на юго-восточной окраине Павлодара.
Это промышленное предприятие стоимостью $900 млн представляет собой крупнейшее в Казахстане частное капиталовложение в металлургию и горнодобывающую промышленность и является ключевым элементом успешного развития алюминиевого кластера страны.
Виды деятельности и основная продукция: производство алюминия, алюминиевые чушки технологической чистоты весом 20 кг, увязанные в пакеты весом 1080 ± 100 кг.

## Собственники и руководство
АО «Казахстанский электролизный завод» входит в группу предприятий ERG, в Подразделение по производству глинозёма и алюминия, которое является девятым крупнейшим поставщиком продаваемого глинозёма по объёму в мире (источник: CRU, 2008 г.).
Это подразделение состоит из двух отдельных предприятий: Павлодарский алюминиевый завод (ПАЗ) и Казахстанский электролизный завод (КЭЗ), и включает в себя два бокситовых рудника, известняковый рудник, ТЭЦ, глинозёмный завод и электролизный завод.
В ноябре 2020 года президентом акционерного общества назначен Серик Донбекбаев.

## История
В 1992 году правительство республики приняло решение об организации алюминиевого производства в Казахстане с привлечением
иностранных кредитов и использованием зарубежных технологий.
Строительство АО «Казахстанский электролизный завод» началось в 2003 году. В марте 2003 года республиканский комитет госимущества на закрытом тендере продал госпакет акций (31,6 %) АО «Алюминий Казахстана» швейцарской компании Corica. Одним из условий продажи акций являлось обязательство покупателя построить в Павлодаре завод по выпуску первичного алюминия и ввести в эксплуатацию первый пусковой комплекс в декабре 2007 года. На период строительства и запуска завода швейцарская компания Corica учредила в Павлодаре своё казахстанское предприятие — АО «Казахстанский электролизный завод».
В 2005 году президент страны заложил первый камень в основание завода.
ENRC заложила первый блок фундамента будущего завода в мае 2005 г.
23 августа 2007 Казахстанский электролизный завод привлек кредит на $292,8 млн для строительства алюминиевого завода в Павлодаре.
12 декабря 2007 года — состоялось открытие КЭЗ, в котором принимал участие президент РК Нурсултан Назарбаев. Глава государства является инициатором строительства этого производства.
Была введена в эксплуатацию первая очередь мощностью 62,5 тыс. тонн в год.
В середине 2008 года был введен второй этап первой очереди. Мощность составила 125 тыс. тонн в год.
14 ноября 2009 года КЭЗ посетил премьер-министр РК Карим Масимов. В ходе визита глава правительства ознакомился с процессом получения товарного алюминия и высоко оценил продукцию, идущую на экспорт.
25 июня 2010 год введена в эксплуатацию вторая очередь Казахстанского электролизного завода. Его производственная мощность удвоилась и составила 250 тыс. тонн продукции в год.
В декабре 2020 стало известно, что Казахстанский электролизный завод на 6% нарастил производство первичного алюминия. Это произошло за счет увеличения силы тока.
В середине марта 2022 года стало известно о возгорании в системе газоочистной установки цеха по производству электродов Казахстанского электролизного завода.

## Показатели
Планируемый объём инвестиций на строительство завода составлял $850 млн. На 1 января 2009 года освоено $640 млн.
Проектная мощность предприятия составляла 250 тыс. тонн алюминиевого литья в год. Выход на полную проектную мощность предполагался в 2010 году, на предприятии будут работать 1500 человек.
Здесь действует уникальное газоочистное оборудование, которое способно улавливать до 99,9 % выбросов в атмосферу.
Общая территория завода составляет 190 га.